# بطلمیوس، شحات
بطلمیوس یا پتولمایس (به یونانی: Πτολεμαΐς؛ به عربی: طلمیتة) یکی از پنج شهری بود که پنتاپولیس در ناحیه سیرنایکا (برقه) را تشکیل می‌دادند، دیگر شهرهای پنج‌گانه عبارتند از شحات، یوسپریدز (بنغازی کنونی)، تائوچیرا (توکرة کنونی)، و آپولونیا (سوسة کنونی).
ویرانه‌های بطلمیوس در روستای کوچکی در لیبی امروزی به نام طلمیتة وجود دارد.

## تاریخ

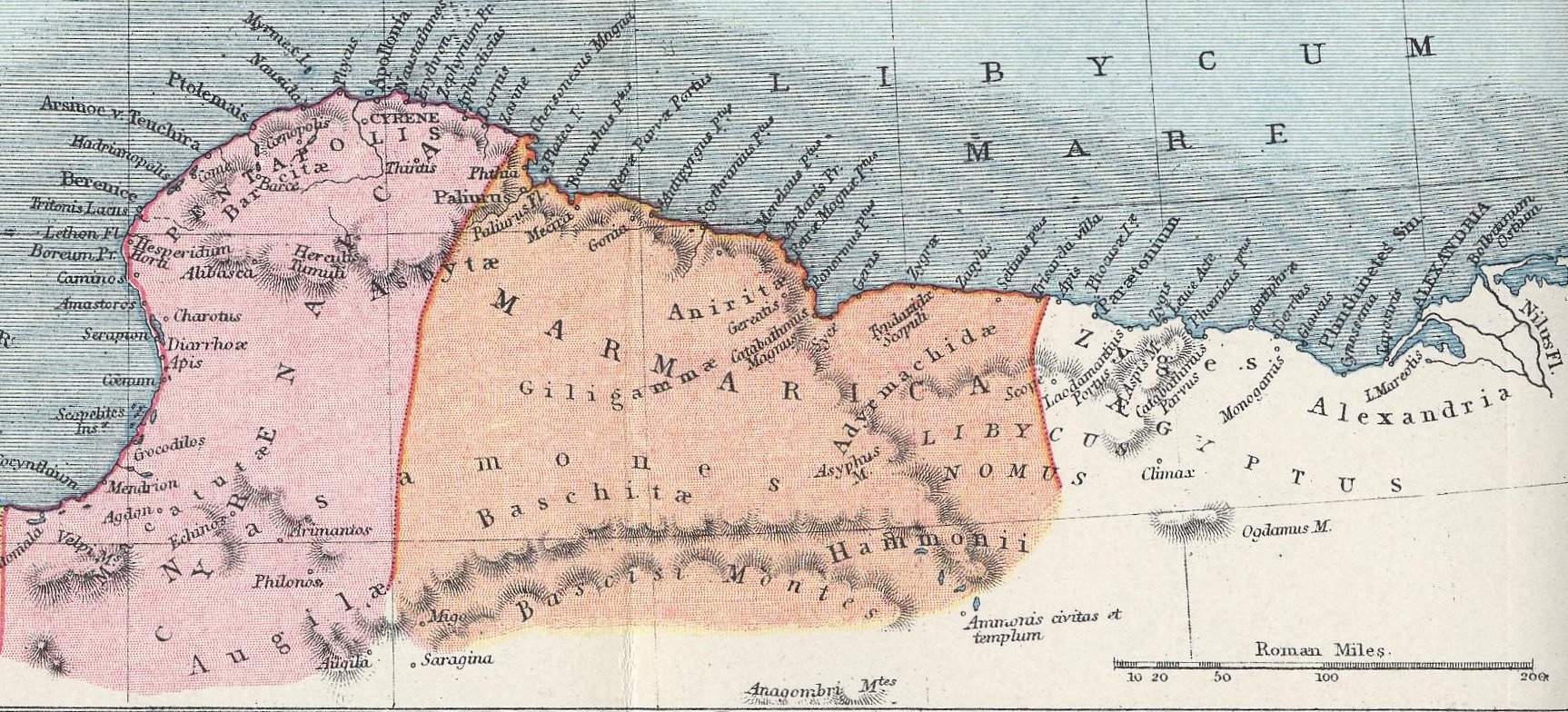
نقشه سیرنایکا رومی و مرمریکا

این شهر توسط یکی از فرمانروایان پادشاهی بطلمیوسی، احتمالاً بطلمیوس سوم اورژتس (۲۴۶–۲۲۱ قبل از میلاد) تأسیس شد و به نام آن نامگذاری شد. این شهر بر روی یک سکونتگاه کوچک یونانی با نامی ناشناخته ساخته شده‌بود که آن هم خود در اواخر قرن هفتم قبل از میلاد به وجود آمده بود و بندری برای شهر بارسا در ۲۴ کیلومتر (۱۵ مایل) آن بود. اما بطلمیوس به شهری تبدیل شد که ۲۸۰ هکتار را در داخل دیوارهای خود محصور کرد. بطلمیوس احتمالاً محل سکونت فرماندار بطلمیوسی منطقه بوده‌است، اما علیرغم وسعت زیاد، جمعیت آن با سیرنه، که تحت حاکمیت رومیان و پایتخت آن منطقه بود، قابل قیاس نبود.

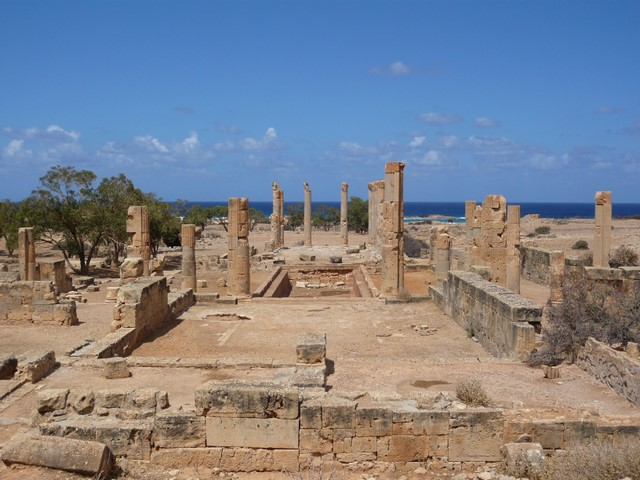
ستون‌های بر جا مانده از شهر

بطلمیوس در سال ۹۶ قبل از میلاد به تصرف رومیان درآمد. به زودی در استان رومی کرت و سیرنایکا گنجانده شد. با تغییر ساختار اداری دیوکلسین، بطلمیاس مرکز استان لیبی اعلا یا پنتاپولیس لیبی شد. بعداً افول کرد و آپولونیا به عنوان مرکز استان جایگزین شد.
زلزله ۳۶۵ کرت منطقه را لرزاند و تمام پنج شهر بزرگ پنتاپولیس را ویران کرد. بطلمیوس در شرایط نسبتاً خوبی از این فاجعه جان سالم به در برد. این شهر تا سال ۴۲۸ به عنوان پایتخت شحات بود. این شهر در سال ۴۱۱ توسط لیبیایی‌های بومی ویران شد. در زمان سلطنت ژوستینیانوس اول، این شهر بازسازی شد، اما هرگز قدرت خود را به دست نیاورد و دوباره در طول فتح مغرب توسط مسلمانان در قرن هفتم ویران شد.